# Venice Express
Venice Express è un film thriller tedesco del 1993, per la regia del fiorentino Carlo U. Quinterio, che vede un giovane Hugh Grant insieme all'attrice tedesca Kristina Söderbaum, stella cinematografica nel periodo nazista nella sua ultima apparizione cinematografica.
Hugh Grant dichiarò in seguito che si tratta della peggiore pellicola nella quale abbia mai recitato.

## Trama
Il giornalista Martin è in viaggio sull'Orient Express partito da Monaco e diretto a Venezia per assistere al carnevale. Durante il viaggio fa conoscenza con una affascinante donna, avvolta del mistero e dall'oscuro passato, di nome Vera. Ma entrambi scoprono di essere perseguitati da uno sconosciuto che sembra avere il potere di controllare i sogni di tutti i passeggeri.